# 小果荨麻
小果荨麻（学名：Urtica atrichocaulis）为荨麻科荨麻属的植物，为中国的特有植物。分布在中国大陆的四川、云南、贵州等地，生长于海拔300米至2,600米的地区，常生长在山脚路旁、山谷和沟边，目前尚未由人工引种栽培。

## 别名
无刺茎荨麻（贵州植物志）

## 异名
- Urtica dioica Hand.-Mazz. var. atrichocaulis Hand.-Mazz.